# Lavagem vaginal

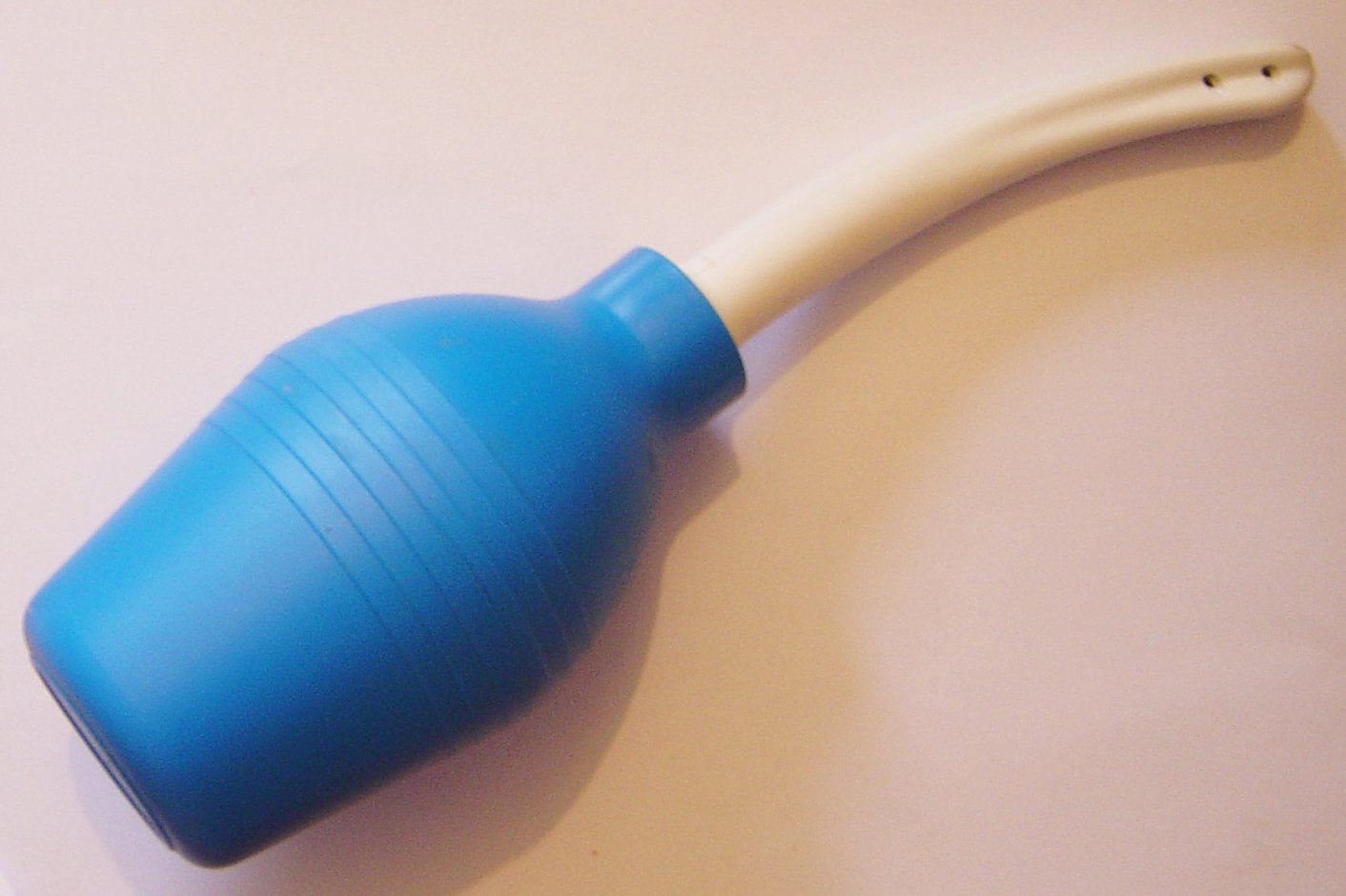

Lavagem vaginal, irrigação vaginal ou duche vaginal é a lavagem do canal vaginal com água ou com uma solução de água e antisséptico através de um dispositivo próprio. Os praticantes alegam evitar odores desagradáveis e infecções vaginais.
No entanto, a sua realização aumenta o risco de infecções vaginas, risco esse que é aumentado com uso de surfactantes, que são substâncias presentes em sabão, detergentes e que normalmente estão presentes sabonetes íntimos. Por este risco recomenda-se somente a lavagem superficial da vulva com água, evitando que a água seja lançada em jatos fortes.
A lavagem vaginal altera a flora, o pH e a mucosa vaginal, o que pode levar a redução na defesa contra infecções sexualmente transmissíveis, como observado no aumento na transmissão do vírus HIV-1 e DSTs em profissionais do sexo relacionados à prática da lavagem.
Ao contrário do que se pensa, a lavagem também não previne corrimentos. A eliminação da flora normal pode favorecer o crescimento de bactérias patogênicas anaeróbicas como Gardnerella vaginalis, Prevotella sp. e Mycoplasma hominis. Todas causam a vaginose bacteriana, que está associada a complicações na gravidez, doença inflamatória pélvica e causa os corrimentos vaginais.